# Alta Carniola
Alta Carniola (en esloveno: Gorenjska; en italiano: Alta Carniola; en alemán: Oberkrain) es una región tradicional de Eslovenia, siendo la parte montañosa del norte de la región mayor de Carniola. El centro de la región es Kranj, mientras que otros centros urbanos incluyen Jesenice, Tržič, Škofja Loka, Kamnik y Domžale. Tiene alrededor de 300 000 habitantes o el 14% de la población de Eslovenia.

## Antecedentes históricos

Un mapa austriaco de finales del de "Alta Carniola o Distrito de Liubliana"

Sus orígenes como entidad política independiente se remontan al siglo XVII, cuando el ducado de Carniola de los Habsburgo se dividió en tres distritos administrativos. Esta división fue detalladamente descrita por el erudito Janez Vajkard Valvasor en su obra de 1689 La gloria del ducado de Carniola. Los distritos eran conocidos en alemán como Kreise (kresija en esloveno antiguo). Eran: Alta Carniola con su centro en Liubliana, comprendiendo las áreas del norte del ducado; Baja Carniola, que comprende el este y el sureste, con su centro en Novo Mesto; y Carniola Interior que comprende el oeste y suroeste del ducado, con su centro en Postojna.
Esta división se mantuvo, con diferentes modificaciones, hasta la década de 1860, cuando se abolieron los antiguos distritos administrativos y la Alta Carniola se subdividió en los distritos más pequeños de Kranj, Radovljica y Kamnik. Sin embargo, la identidad regional se mantuvo fuerte también a partir de entonces. Tras la disolución de Austria-Hungría después de la Primera Guerra Mundial, Carniola se incorporó primero al Estado de los Eslovenos, Croatas y Serbios, luego al Reino de Yugoslavia y dejó de existir como una unidad política y geográfica separada. La identidad regional de Carniola pronto se desvaneció, pero la identificación regional con sus subunidades (Alta, Baja y, en menor medida, Carniola Interior) se mantuvo fuerte.

## Extensión geográfica

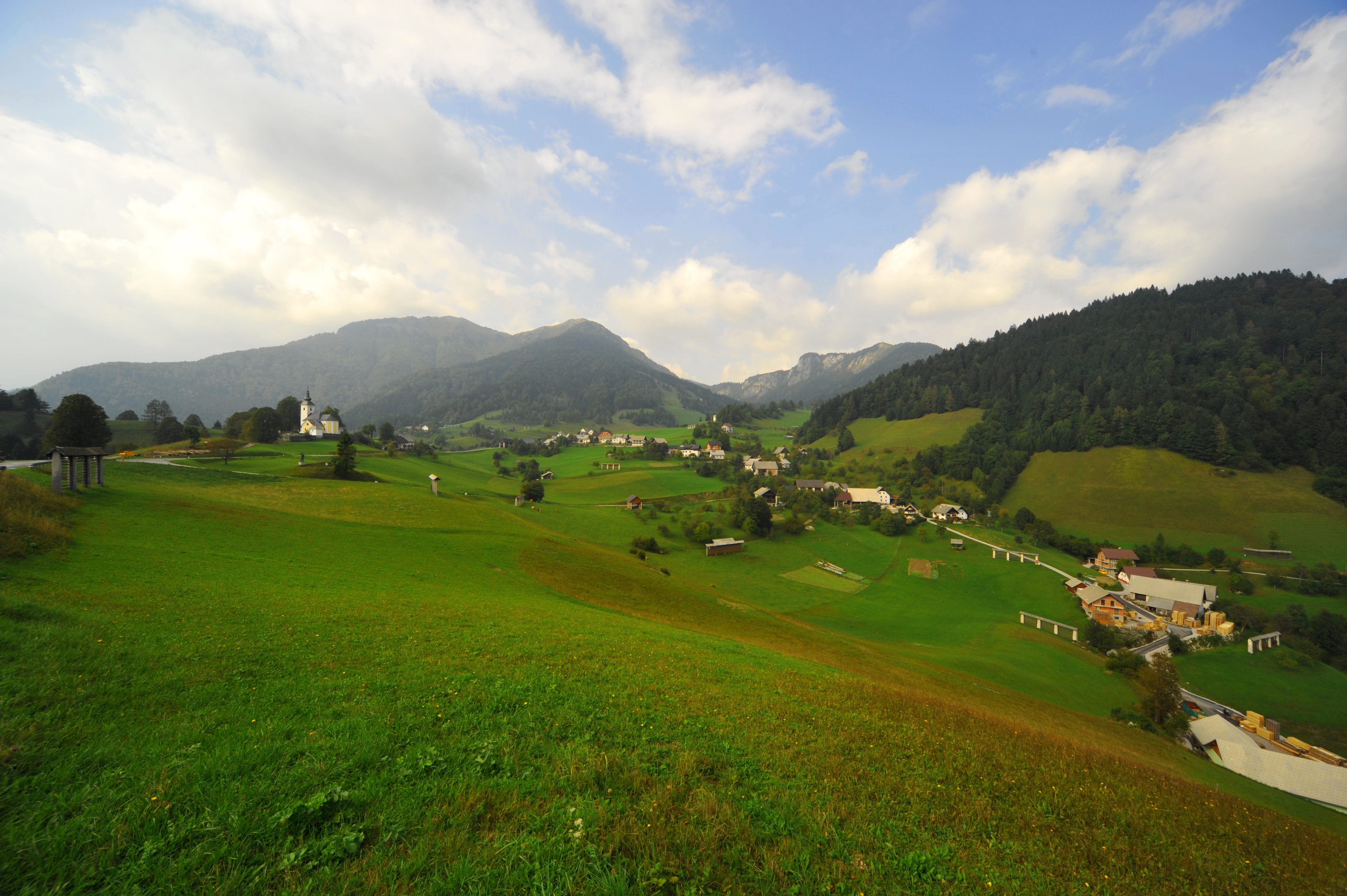
Alta Carniola cerca de Spodnja Sorica.

Al norte, la Alta Carniola está delimitada por el estado austríaco de Carintia, la región histórica de la Baja Estiria (Štajerska) al este y el Litoral esloveno (Primorska) al oeste. Un atlas de 1809 muestra la frontera con la Baja Carniola al sureste, generalmente siguiendo la línea de los ríos Sava, Ljubljanica, Iščica y Želimeljščica. La frontera con Carniola Interior al sur generalmente sigue el borde sur del pantano de Liubliana, y luego corta al norte (al este de Log pri Brezovici y al oeste de Polhov Gradec) hasta el río Gradaščica, y luego gira al oeste a través de las colinas hasta Spodnja Idrija.
El paisaje se caracteriza por las montañas de los Alpes sudorientales, predominantemente por los Alpes julianos y la cordillera de Karavanke en su borde norte.
Históricamente, Liubliana fue parte de la Alta Carniola. Sin embargo, en el siglo XIX comenzó a considerarse una unidad separada; ya a fines del siglo XVIII, hay muy pocas referencias a la gente de Liubliana como "Altos Carniolanos" (Gorenjci, Oberkrainer): era una percepción general que la Alta Carniola propiamente dicha comienza solo al norte de Liubliana. Desde el siglo XIX, Kranj, y no Liubliana, ha sido considerada la capital no oficial de la Alta Carniola.
La noción moderna de la Alta Carniola no se corresponde plenamente con las fronteras históricas. Por ejemplo, el municipio de Jezersko solía ser parte del ducado de Carintia desde el siglo XI. En 1918, fue ocupada por voluntarios eslovenos y anexada a Yugoslavia por el Tratado de Saint-Germain de 1919. Ahora, en la actualidad, generalmente se considera una parte integral de la Alta Carniola, en lugar de la Carintia eslovena (también porque sus habitantes hablan el dialecto de la Alta Carniola). Los límites de la Alta Carniola son sólo vagamente similares a los de la región estadística de la Alta Carniola de Eslovenia.